# 고딕물

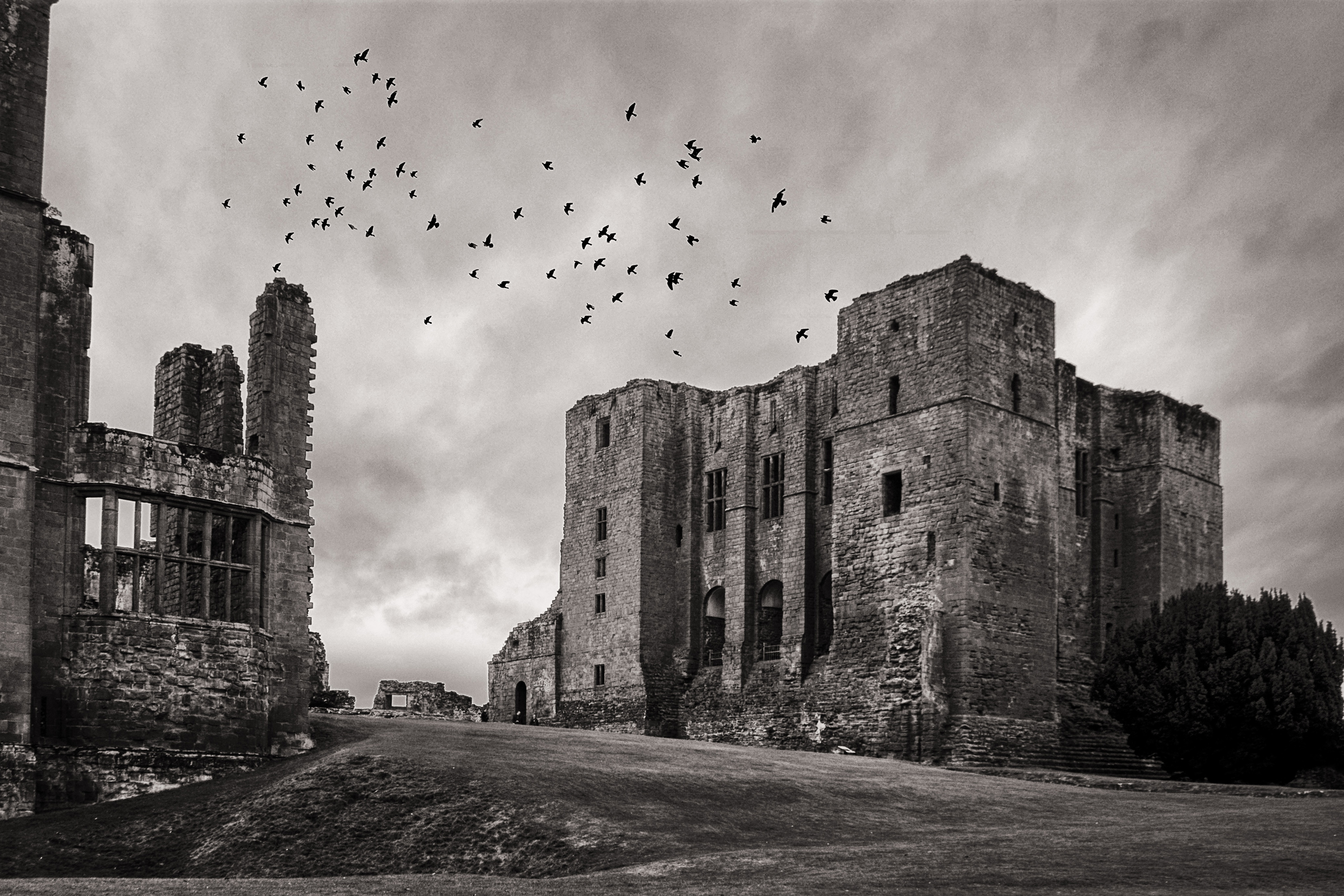
이렇게 생생하고 무언가 생각을 불러일으키는 폐허는 고딕 문학의 흔한 테마이다. 마침 까마귀 떼까지 날아다니는 사진은 케닐워스 성의 폐허.

고딕물(영어: Gothic fiction, Gothic horror)은 공포물 장르의 하위 장르로서, 죽음에 대한 주제와 낭만주의가 결합된 것이다. 그 기원은 잉글랜드의 작가 호레이스 월폴의 1764년 장편소설 《오트란토의 성》 제2판 부제가 "고딕 이야기"라고 되어 있었던 것에 연유한다. 고딕물은 당대 새로운 관념이었던 낭만문학적 쾌락의 연장선인 공포를 즐기는 쾌감에 바탕해 발달했다. 고딕물은 18세기 하반기에 잉글랜드에서 발생하였고 19세기에 크게 발전하여 메리 셸리의 《프랑켄슈타인》, 에드거 앨런 포의 여러 단편소설들 같은 걸작을 배출했다. 또 브램 스토커의 《드라큘라》 역시 고딕물의 산물이라 할 수 있다. "고딕"이란 고딕 건축 양식에서 비롯된 말로, 대부분의 고딕물이 고딕 양식의 오래된 건물들을 배경으로 삼고 있기 때문이다. 암흑낭만주의의 극단적 형태인 고딕물은 잉글랜드와 독일에서 매우 유행했다.
고딕물은 오늘날에도 명맥을 이어오고 있으며, 《슬리피 할로우》, 《뱀파이어와의 인터뷰》. 《프롬 헬》 등 근세를 배경으로 한 기괴한 창작물들이 이에 속한다고 할 수 있다.

## 같이 보기
- 유미주의
- 다크 판타지
- 남부 고딕물
- 상징주의
- 도시 고딕물
- 괴기물
- 고스 (하위문화)
- 테리 이글턴